# Дернов, Павел Александрович
Па́вел Алекса́ндрович Дерно́в (24 января 1870, Пиштань, Вятская губерния — 27 февраля 1918, Елабуга, Вятская губерния) — протоиерей Спасского собора и Рождественской церкви в городе Елабуге. Убит большевистским карательным отрядом Ефима Колчина в ночь с 26 на 27 февраля 1918 года в Елабуге. Причислен к лику святых. Внесён в Собор новомучеников и исповедников Церкви Русской.

## Биография
Родился в семье потомственного священнослужителя Дернова Александра Афанасьевича (1833—1908) в селе Пиштань (ныне село Никола Яранском районе Кировской области) седьмым ребёнком в семье. Четыре брата Павла Александровича также были священнослужителями, самый известный из них — протопресвитер Александр Александрович Дернов (1857—1923), настоятель Петропавловского собора в Санкт-Петербурге.
В 1884 г. окончил Яранское духовное училище, в 1890 — Вятскую духовную семинарию, в 1894 — Казанскую духовную академию со степенью кандидата богословия. В этом же году определён в законоучители в Елабужское реальное училище. Вступил в брак с Анной Аркадьевной Лаженицыной (1873—1942). 2 октября 1894 года принял сан иерея и определён в Спасский собор города Елабуга. 30 ноября 1894 года назначен на должность настоятеля Рождество-Богородичной церкви города Елабуга, при женской городской гимназии.
В 1906 году возведён в сан протоиерея.
В семье родились дети:
- Борис (17.05.1897 — 27.02.1918)
- Григорий (23.01.1899 — 27.02.1918)
- Семен (01.02.1901 — 27.02.1918)
- Варвара (1906—1989)
- Сергей (1913—1977).

## Награды
- набедренник (25 марта 1898, за ревностное служение на церковном поприще),
- скуфья (7 марта 1901),
- камилавка (6 мая 1905).

## Убийство Павла Дернова и сыновей
В ноябре 1917 года уездный съезд крестьянских депутатов в Елабуге принял решение о переходе власти к Советам. Большевиками на должность председателя Елабужского уездного Совета был избран Сергей Гассар. Под его руководством начался грабёж местного населения под предлогом национализации имущества.
22—23 января 1918 года поднял бунт 230-й пехотный полк, находившийся в городе с 1914 года. Восставшие без труда захватили склад с оружием и напали на исполком. Все новые руководители Советов в страхе бежали из города и спрятались в деревне Токмашке. Бежавший председатель уездного Совета Гассар связался с революционным центром в городе Сарапуле, откуда был направлен в Елабугу большевистский карательный отряд под командованием Ефима Колчина, который славился особой жестокостью.
Патриарх Московский и всея России Тихон в январе 1918 года обратился к чадам Православной российской церкви с воззванием и анафематствованием новой власти. Послание патриарха Тихона распространилось по всей стране и было прочитано в храмах и соборах в воскресные дни сразу же после его получения. По решению священников города Елабуги зачитать патриаршее послание в воскресный день 23 февраля 1918 года после Божественной Божественной литургии в Спасском соборе выпала честь священнику Павлу Дернову.
На следующий день город был захвачен отрядом Ефима Колчина, в Елабуге начался террор и аресты. В задачу отряда входило выявление и казнь организаторов мятежа, которым удалось свергнуть в городе власть Советов. В доме Павла Дернова 26 февраля 1918 года был произведён обыск. Была найдена старая пустая пулеметная лента. Священник Павел Дернов был арестован и убит в ночь с 26 на 27 февраля 1918 года за городом, на Моралевской мельнице на льду реки Тоймы.
На следующее утро, когда весть о смерти отца Павла Дернова ещё не дошла до его семьи, трое его сыновей отправились на поиски отца и были тут же арестованы солдатами. Пока вдова отца Павла Анна, видимо, при помощи своего отца — протодиакона Аркадия Лаженицына и добровольных помощников, была занята организацией поиска своего мужа и смогла доставить тело его домой, её сыновья были выведены под дамбу, на место, которое в народе называлось «Ряжи», и там убиты разрывными пулями. По свидетельству очевидцев, пьяные от спирта, крови и грабежей каратели беспорядочно стреляли в молодых людей и затем добивали их штыками. В итоге все трое были убиты. Анна Дернова узнала о гибели своих сыновей от своего отца. Сидя у гроба мужа, она воскликнула: «Да будет воля Твоя!».
Отец и сыновья были похоронены на Троицком кладбище Елабуги.
В 30-е годы XX века могилы и кладбище были разрушены.

## Память
В 2010 году, спустя 92 года после гибели священника Павла Дернов и его сыновей, при поддержке потомков Дерновых и огромными личными усилиями Анны Сергеевны Филипповой (внучки священника), на предполагаемом месте захоронения был восстановлен надгробный памятник. Это событие произошло при небольшом стечении народа на месте Троицкого кладбища.
В 2014 году в свет вышла книга Алексея Комиссарова «Жизнь и духовное наследие священника Павла Дернова», издательство «Новости Мира».
15 октября 2018 года принято постановление Священного Синода Русской православной церкви о включении Павла Дернова и его сыновей (Бориса, Григория и Симеона) в Собор новомучеников и исповедников Церкви Русской.
27 февраля 2019 года, в день убиения протоиерея Павла Дернова и его сыновей Бориса, Григория и Симеона, в Спасском соборе города Елабуга была совершена торжественная Божественная литургия, после которой состоялось прославление отца Павла и его чад в лике Святых.
Память установлено совершать 27 февраля, в день мученической кончины.
Племянник Павла Александровича Дернова — Дернов Николай Андреевич — так же был репрессирован в 1938 году.